# Luigi Scala
Luigi Scala (ur. 25 stycznia 1979 w Vico Equense) – włoski wioślarz.

## Osiągnięcia
- Mistrzostwa Świata – Lucerna 2001 – ósemka ze sternikiem wagi lekkiej – 4. miejsce[1].
- Mistrzostwa Świata – Sewilla 2002 – ósemka ze sternikiem wagi lekkiej – 1. miejsce[1].
- Mistrzostwa Świata – Mediolan 2003 – ósemka ze sternikiem wagi lekkiej – 5. miejsce[1].
- Mistrzostwa Świata – Gifu 2005 – ósemka ze sternikiem wagi lekkiej – 1. miejsce[1].
- Mistrzostwa Świata – Eton 2006 – ósemka ze sternikiem wagi lekkiej – 1. miejsce[1].
- Mistrzostwa Świata – Monachium 2007 – ósemka wagi lekkiej – 3. miejsce[1].
- Mistrzostwa Świata – Linz 2008 – ósemka wagi lekkiej – 4. miejsce[1].
- Mistrzostwa Świata – Poznań 2009 – ósemka wagi lekkiej – 1. miejsce[1].
- Mistrzostwa Europy – Montemor-o-Velho 2010 – ósemka wagi lekkiej – 1. miejsce[1].